# Casa William B. Cronyn
La Casa William B. Cronyn, també coneguda com la Casa de 271 Ninth Street, és una casa històrica a Park Slope, Brooklyn, Nova York.
Va ser construït el 1856 i és un habitatge d'estil Segon Imperi de tres pisos amb un sostre sota teulada cobert de pissarra. El sostre té cresteria de ferro ornamental i una cúpula central de mig pis amb claristori. En 1888, Charles M. Higgins (1854-1929) va adquirir l'edifici per fer-lo servir com la fàbrica de tintes de l'Índia nord-americana de Higgins i, en 1899, va agregar una extensió a la fàbrica en 240 Eighth Street. Va ser inclosa en el Registre Nacional de Llocs Històrics el 1982.